# Leo Menalo
Leo Menalo (Spalato, 6 gennaio 2002) è un cestista croato di formazione italiana.

## Carriera
Il 2 novembre 2024, firma un contratto, fino al termine della stagione, con la Fortitudo Bologna.

### Nazionale
Nel 2022 ha partecipato, con la Croazia under 20, agli Europei di categoria, conclusi al settimo posto finale.

## Palmarès
- Supercoppa italiana: 2

Virtus Bologna: 2022, 2023